# Großsteingrab Nieby
Das Großsteingrab Nieby war eine jungsteinzeitliche Grabanlage nahe der Gemeinde Nieby, Amt Geltinger Bucht im Kreis Schleswig-Flensburg, Schleswig-Holstein. Die Megalithanlage der Trichterbecherkultur (TBK) entstand zwischen 3500 und 2800 v. Chr. 

## Beschreibung
Das Grab lag unmittelbar östlich des Ortsausgangs von Nieby an einer Straßengabelung auf mittlerweile überbautem Gelände. Genauere Angaben sind nur dank der Beschreibung des Pastors Jensen aus dem Jahr 1838 möglich. Es handelte sich demnach um ein Hünenbett. Zwischen den Umfassungssteinen befand sich ein Grabhügel, dessen Reste nach Jakob Röschmann immer noch vorhanden sind. Das Hünenbett war der Länge nach durch eine Steinreihe in zwei Hälften geteilt. Im Süden befand sich eine Grabkammer, die 1835 geöffnet wurde. Ernst Sprockhoff führt das Grab in seinem Atlas der Megalithgräber unter der Nummer 34. Röschmann erwähnt in der Nähe ein weiteres Grab, das 60 m lang und 15 m breit war, über das ansonsten aber keine Angaben vorliegen.